# Krušná hora
Krušná hora är en kulle i Tjeckien. Den ligger i den centrala delen av landet, 40 km väster om huvudstaden Prag. Toppen på Krušná hora är 609 meter över havet, eller 178 meter över den omgivande terrängen. Bredden vid basen är 8,3 km.
Terrängen runt Krušná hora är huvudsakligen kuperad, men den allra närmaste omgivningen är platt. Runt Krušná hora är det ganska tätbefolkat, med 80 invånare per kvadratkilometer. Närmaste större samhälle är Beroun, 10,2 km öster om Krušná hora. I omgivningarna runt Krušná hora växer i huvudsak blandskog.